# リントン・クウェシ・ジョンソン
リントン・クウェシ・ジョンソン（Linton Kwesi Johnson、1952年8月24日生 - ）はジャマイカ・クラレンドン教区チャペルトン出身で、イギリスロンドンを拠点に活動する詩人。愛称はLKJ。
ジャマイカ・クレオール語（ジャマイカン・パトワ）を多用した詩をレゲエのリディムに乗せて朗詠する「ダブ・ポエット」として活動している。2004年よりミドルセックス大学客員教授。

## 経歴

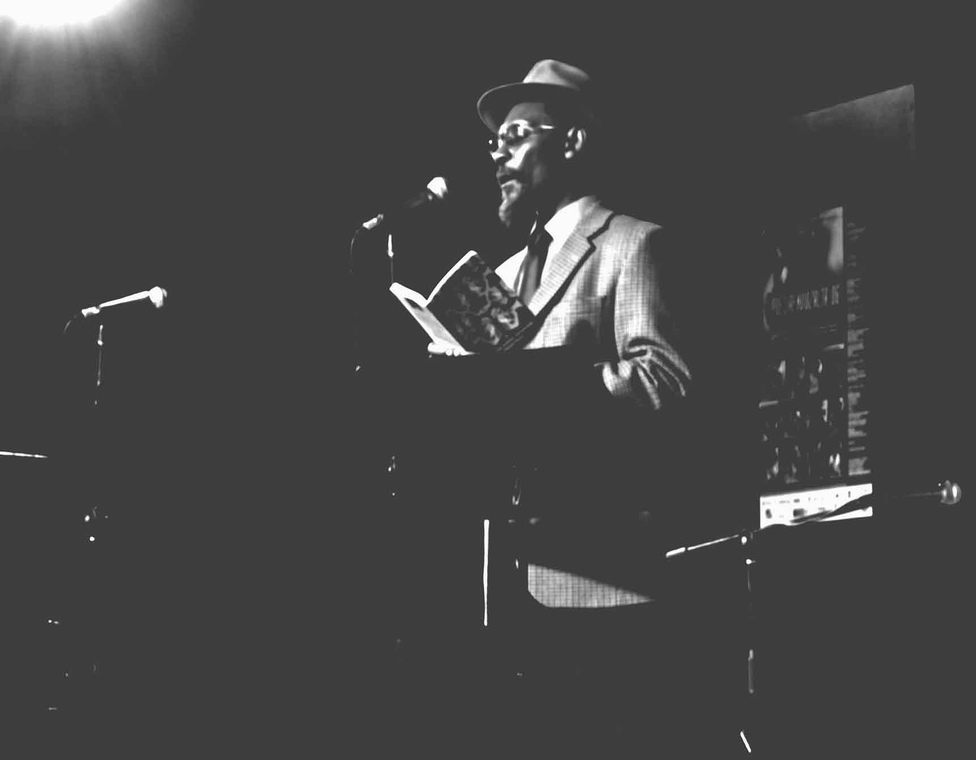
朗読を行うリントン・クウェシ・ジョンソン

1952年、ジャマイカクラレンドン教区チャペルトンに生まれる。1963年、11歳のときイギリス・ロンドンのブリクストン地区に移住する。
ジョンソンはロンドン大学ゴールドスミス・カレッジ社会学部在学中にブラックパンサー党に入党し、ラスタ・ラブ (Rasta Love) という詩人とドラマーのグループと共に詩のワークショップを行っていた。
1974年、22歳のとき『レース・トゥデイ (Race Today)』誌に掲載された詩「Voices of the Living and the Dead」でデビュー。翌1975年には初の詩集『Dread Beat an' Blood』を発表した。
1978年にはプロデューサーのデニス・ボーヴェルと組み、上記の詩に伴奏を乗せ、朗読した世界初のダブ・ポエトリー作品となる『Dread Beat an' Blood』を発表した。
1979年にはデニス・ボーヴェル（ベース）、ジョン・カパイ（ギター）、トニー・"ガッド"・ロビンソン（キーボード）、ドラミー・ゼブ（ドラム）によって彼の専属バンドである「ザ・ダブバンド (The Dub Band)」を結成した。また同年にはフランコ・ロッソ監督によりロンドン・ブリクストンで活動するジョンソンを追ったドキュメンタリー映画『Dread Beat an' Blood』が製作された。
1985年と1999年に来日公演を行っている。

## 作品
「文学とは政治的活動であり、詩は文化的武器である」という信念を持つジョンソンの作品はイギリスのアフリカ系及びカリブ系コミュニティの被差別経験を下敷きにした政治的かつ映像的に描写されたものが多い。
しかし、イギリスの外交政策や反人種差別活動家のブレア・ピーチの死などを主題にするものもある。彼はマーガレット・サッチャー政権時代に最も多くの作品を残した。また、ほとんどの作品でジャマイカ・クレオール語を使用している。
ジョンソンの詩集『Mi Revalueshanary Fren』はペンギン・モダン・クラシックスから出版されたが、存命人物の作品が同シリーズから出版されたのは僅かに3例目であった。

### ディスコグラフィ
- Live in Paris with the Dennis Bovell Dub Band - Wrasse, 2004 (DVD).
- Live in Paris - Wrasse, 2004.
- Straight to Inglan's Head - Universal, 2003.
- LKJ in Dub: Volume 3 - LKJ Records, 2002.
- Independent Intavenshan  - Island, 1998 (Compilation).
- More Time - LKJ Records, 1999.
- LKJ A Cappella Live - LKJ Records, 1996.
- LKJ Presents - LKJ Records, 1996.
- LKJ in Dub: Volume 2 - LKJ Records, 1992.
- Tings An' Times - LKJ Records, 1991.
- Dub Poetry - Mango, 1985 (Compilation).
- LKJ Live in Concert with the Dub Band - LKJ Records, 1985.
- Reggae Greats - Mango, 1984.
- Making History - Island, 1983.
- LKJ in Dub - Island, 1980.
- The Best of Linton Kwesi Johnson - Epic, 1980 (Compilation).
- Bass Culture - Island, 1980.
- Forces of Victory - Island, 1979.
- Dread Beat an' Blood - Virgin, 1978. (副題 Poet And The Roots.)

### 詩集
- Selected Poems - ペンギン, 2006
- Mi Revalueshanary Fren - Penguin, 2002
- Tings an' Times: Selected Poems - Bloodaxe, 1991
- Inglan is a Bitch - Race Today, 1980
- Dread, Beat An' Blood - Bogle L'Ouverture, 1975
- Voices of the Living and the Dead - Race Today, 1974